# Progetto Bojinka
Il progetto Bojinka fu una cospirazione terroristica dell'organizzazione filippina Abu Sayyaf del 1995 che, in una prima fase, prevedeva di far esplodere contemporaneamente sull'Oceano Pacifico circa 11 Jumbo Jet delle compagnie aeree United Airlines, Delta Air Lines e Northwest Airlines, stimando di uccidere circa 4.000 persone. Sempre nella prima fase si prevedeva di uccidere il presidente Bill Clinton, poi papa Giovanni Paolo II durante la sua visita nelle Filippine. In una seconda fase l'obiettivo sarebbe stato quello di colpire il quartier generale della CIA a Langley, in Virginia, con un piccolo aeroplano carico di esplosivo.
Il 6 gennaio 1995 in un residence a Manila mentre i cospiratori tentavano di preparare miscele esplosive scoppiò un incendio che permise casualmente alla polizia delle Filippine di arrestare una figura chiave, Abdul Hakim Murad: trovato con diversi materiali compromettenti che non ebbe il tempo di trafugare rivelò, sotto tortura, il piano terroristico che era stato organizzato dal terrorista internazionale Ramzi Yusuf.